# Historia meteorológica del huracán Gustav (2008)
La historia meteorológica del huracán Gustav abarcó once días, desde el 25 de agosto hasta el 4 de septiembre de 2008. La perturbación tropical que finalmente dio lugar al huracán Gustav se formó el 16 de agosto al suroeste de las islas de Cabo Verde, pero tardó en desarrollarse en su viaje hacia el oeste a través del Atlántico. Al llegar a las cálidas aguas de mar Caribe empezó a organizarse y se convirtió en depresión tropical el 25 de agosto. Rápidamente se fortaleció hasta convertirse en tormenta tropical y luego en huracán, antes de aterrizar en la península suroeste de Haití. Gustav se vio muy obstaculizado por las montañas de La Española y se estancó, de forma desordenada, en el golfo de la Guanaba entre el 26 y el 27 de agosto.
La convección profunda reformó el centro de la tormenta al suroeste de Haití, cerca de la costa este de Jamaica. Gustav se desplazó hacia el oeste bajo la influencia de una cresta de niveles medios que se extendía desde el golfo de México hasta el océano Atlántico occidental. Fue interrumpido brevemente al pasar por encima de la isla montañosa de Jamaica, pero se fortaleció rápidamente cuando volvió a aguas abiertas. Alcanzando la categoría 4 unas 24 horas después de haber sido elevado a huracán, Gustav rozó la isla de la Juventud y aterrizó en la península occidental de Cuba.
Una vez más alterado por las montañas, el huracán Gustav nunca recuperó su fuerza anterior. Viajó brevemente sobre un torbellino cálido de la corriente en bucle de la corriente del Golfo y se encontró con una cizalladura del viento moderada y temperaturas de la superficie del mar que se enfriaban. Las fluctuaciones en su estructura interna y apariencia visible no contrarrestaron la tendencia general de debilitamiento de la tormenta, y el 1 de septiembre Gustav tocó tierra como huracán de categoría 2 cerca de Cocodrie (Luisiana). Desplazándose hacia el interior, la tormenta se debilitó rápidamente pero persistió como una depresión tropical significativa hasta que fue absorbida por un límite frontal el 5 de septiembre.

## Formación

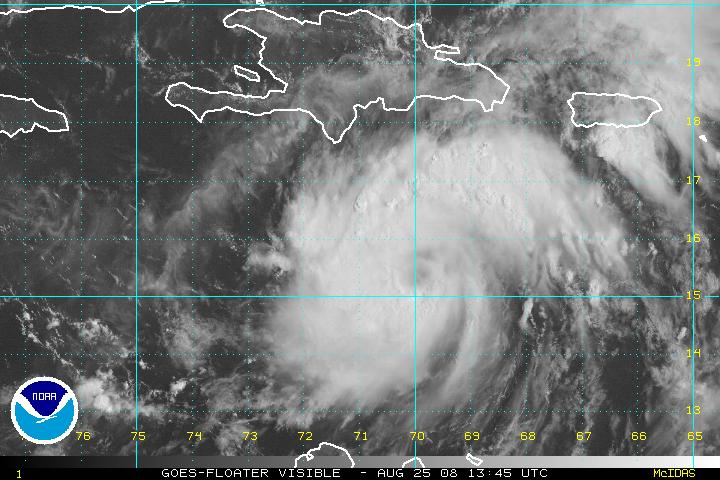
Gustav poco después de ser nombrado el 25 de agosto

El 18 de agosto de 2008, una onda tropical que había abandonado la costa de África cinco días antes se convirtió en una importante borrasca a unos 970 km al oeste-suroeste de las islas de Cabo Verde. Esta onda se desplazó hacia el oeste a través del Atlántico en condiciones que no eran favorables para su desarrollo. A medida que comenzó a acercarse a las islas de Barlovento las condiciones mejoraron y mostró algunos signos de organización, pero sin circulación. Al llegar a las islas de Barlovento el 23 de agosto, con chubascos, tormentas eléctricas y, en general, tiempo turbonado, la cizalladura del viento sobre el sistema disminuyó y las condiciones atmosféricas mejoraron. Sobre el este del mar Caribe, a unos 400 km al sur de Santo Domingo, comenzó a formarse una circulación de bajo nivel. Horas más tarde, unas bandas curvas bien definidas y una circulación en superficie que mejoraba justificaron que el sistema fuera designado depresión tropical.
La depresión formó un pequeño núcleo de viento interior de 19 km de diámetro que le permitió organizarse rápidamente, y en la tarde del 25 de agosto se convirtió en tormenta tropical y se le dio el nombre de Gustav. Un nuevo periodo de desorganización resultó ser de muy corta duración, y esa noche se formó un ojo bien definido que se fortaleció a medida que la tormenta continuaba moviéndose hacia el noroeste, en dirección a Haití. Antes de llegar a la isla, el patrón de intensificación de Gustav lo elevó a fuerza de huracán. Su prominente y nublado denso central ocultó un fortalecimiento persistente que continuó hasta que el huracán Gustav aterrizó en la península suroeste de Haití a unos 16 km al oeste de Jacmel, alrededor de las 18:00 UTC del 26 de agosto, con vientos de 130 km/h y una presión central mínima de 992 mbar (29,29 inHg).

## Interacción con Haití y Jamaica

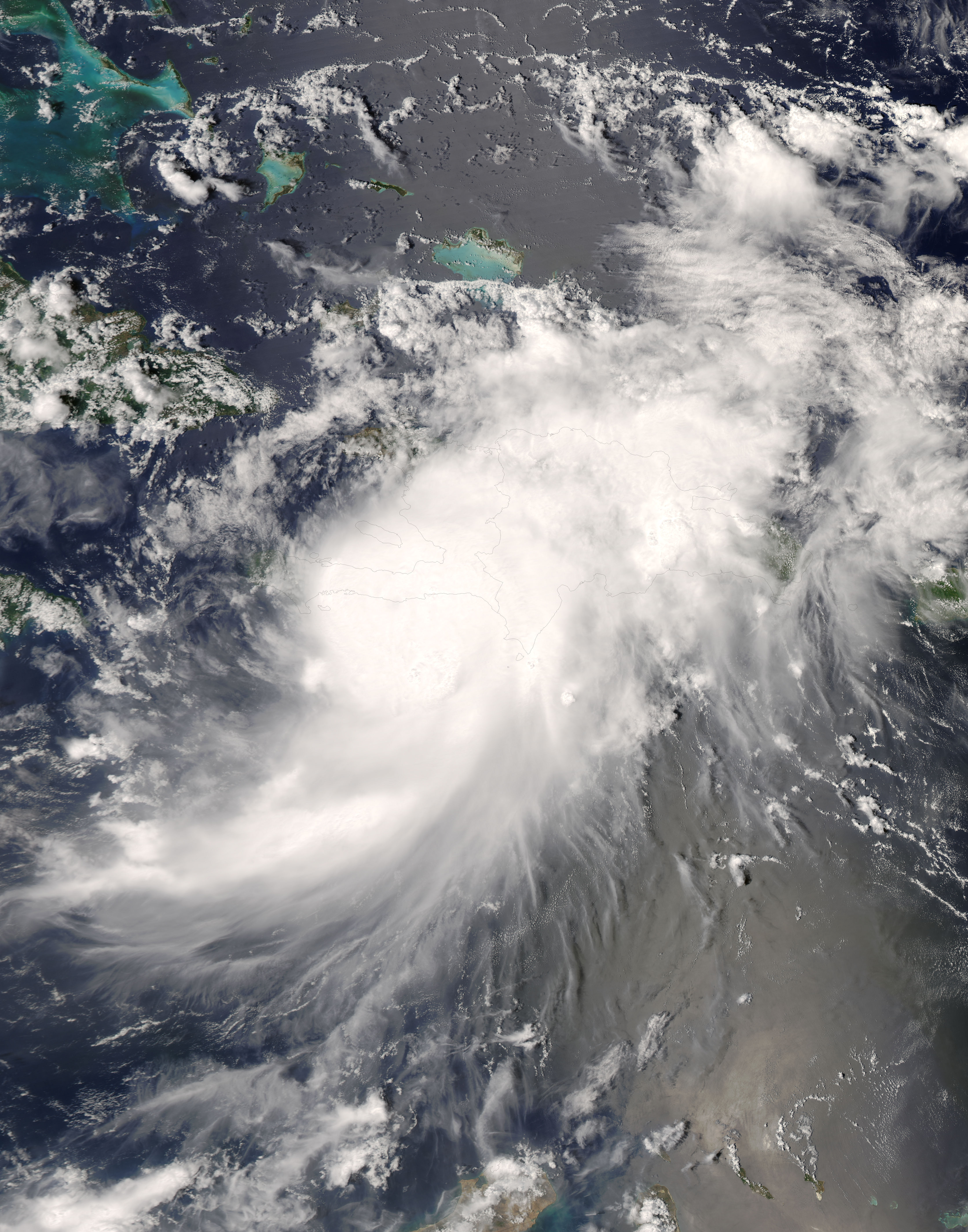
El huracán Gustav aterrizando en Haití el 26 de agosto

Después de aterrizar cerca de Jacmel, el huracán Gustav comenzó a atravesar en dirección noroeste el terreno montañoso del suroeste de Haití, descargando fuertes lluvias a su paso con condiciones atmosféricas favorables la tormenta mantuvo su intensidad de huracán durante varias horas después de tocar tierra, pero las altas montañas sobre las que viajaba interrumpieron su circulación en niveles inferiores. El ojo se deformó y se nubló a medida que Gustav se debilitaba hasta convertirse en tormenta tropical. Un gran anticiclón de nivel medio a superior sobre el Estrecho de Florida ralentizó el movimiento de Gustav, manteniéndolo sobre la costa norte de la península sur de Haití. Las precipitaciones de la tormenta, que habían sido intensas desde que tocó tierra, comenzaron a acumularse a medida que el movimiento de la tormenta se estancaba. Aunque los niveles superiores de la tormenta empezaron a experimentar una cizalladura moderada, y aunque partes de su circulación seguían interactuando con las montañas del suroeste de Haití, había suficiente convección de Gustav sobre el golfo de la Guanaba como para que en la mañana del 27 de agosto su organización empezara a mejorar. Esa tarde, a medida que una amplia cresta se extendía desde el golfo de México hacia el océano Atlántico occidental, Gustav comenzó a desplazarse lentamente hacia el oeste, alejándose de la isla de La Española. El aumento de la cizalladura debilitó a la tormenta a medida que la cresta que se estaba formando al norte de Gustav le daba un componente meridional al movimiento de la tormenta.
La cizalladura del noreste inhibió la convección en el cuadrante noreste, rompiendo el centro de la tormenta existente. El centro de la tormenta se reformó hacia el sur, al este de Jamaica, alrededor de una ráfaga de convección profunda. Este nuevo centro era un poco más fuerte que el anterior y Gustav comenzó a moverse hacia el suroeste, en dirección a Jamaica. Con su reformación en dirección sur, Gustav se había alejado de las montañas de Haití y se había acercado a las cálidas aguas del mar Caribe. Encontrándose en un entorno mucho más ventajoso, Gustav se intensificó hasta alcanzar los 110 km/h. Continuando hacia el oeste bajo la influencia de la misma cresta de nivel medio que había dominado su dirección hasta entonces, Gustav se acercó a Jamaica y sus bandas exteriores produjeron fuertes lluvias. Manteniendo su movimiento hacia el oeste, Gustav aterrizó en el extremo oriental de Jamaica el 28 de agosto a las 18:00 UTC con una fuerza ligeramente inferior a la de un huracán.
Luego se movió a través de Jamaica, con su centro en la costa sur, y su convección arrastrándose a través del centro montañoso de la isla. Quince horas después de tocar tierra, el centro de Gustav se movió fuera de la costa oeste de la isla y de nuevo sobre el mar Caribe. A diferencia de su aterrizaje en Haití, la interacción de Gustav con Jamaica no perturbó su estructura. Al salir de la isla en la mañana del 29 de agosto, el diámetro de la tormenta aumentó sustancialmente y se desarrollaron bandas prominentes. Su centro de bajo nivel se reorganizó sobre el mar abierto y con poca cizalladura del viento surgió un patrón de intensificación que rápidamente devolvió a Gustav a la categoría de huracán esa tarde.

## Mar Caribe occidental

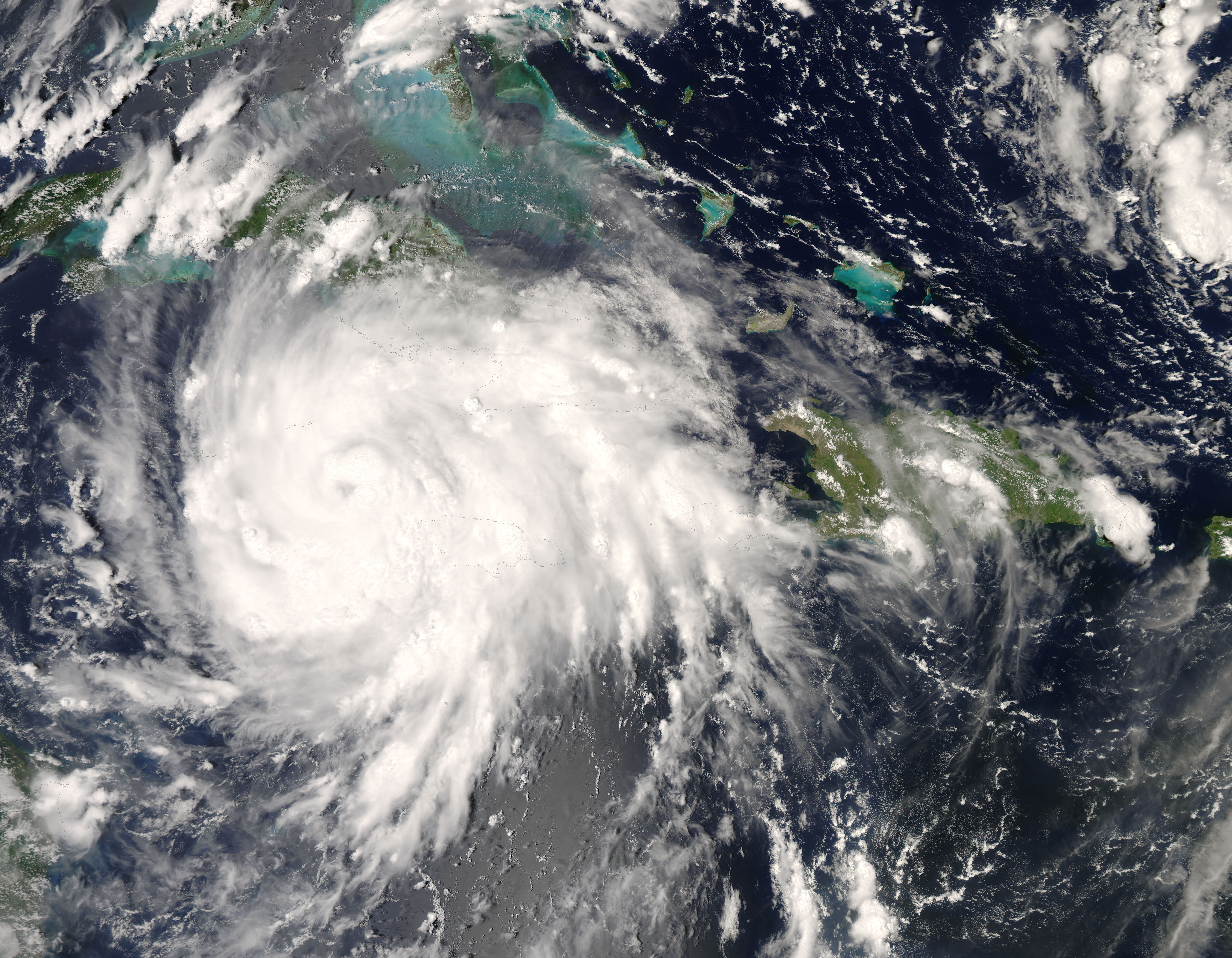
Gustav recupera la fuerza de huracán el 29 de agosto, tras atravesar la isla de Jamaica

Tras dejar atrás la accidentada masa continental de Jamaica, el huracán Gustav entró en un periodo de intensificación sostenida. A las pocas horas de abandonar la isla, la tormenta recuperó la categoría de huracán y aparecieron los primeros signos de la formación de un ojo. Las bandas de convección y el flujo de salida en niveles superiores se definieron bien en todos los cuadrantes, la cizalladura del viento disminuyó y las profundas aguas cálidas del mar Caribe proporcionaron las condiciones perfectas para su intensificación.Se produjo un debilitamiento de la cresta subtropical sobre el este del golfo de México, y a medida que Gustav se acercaba a las Islas Caimán se vio arrastrado hacia esta zona. A medida que el huracán Gustav atravesaba esta zona de baja altitud, su ojo de 48 km de ancho se hizo muy pronunciado. En la madrugada del 30 de agosto, mientras Gustav seguía atravesando las Islas Caimán, los vientos de la tormenta aumentaron a 160 km/h, elevando el huracán Gustav a categoría 2.

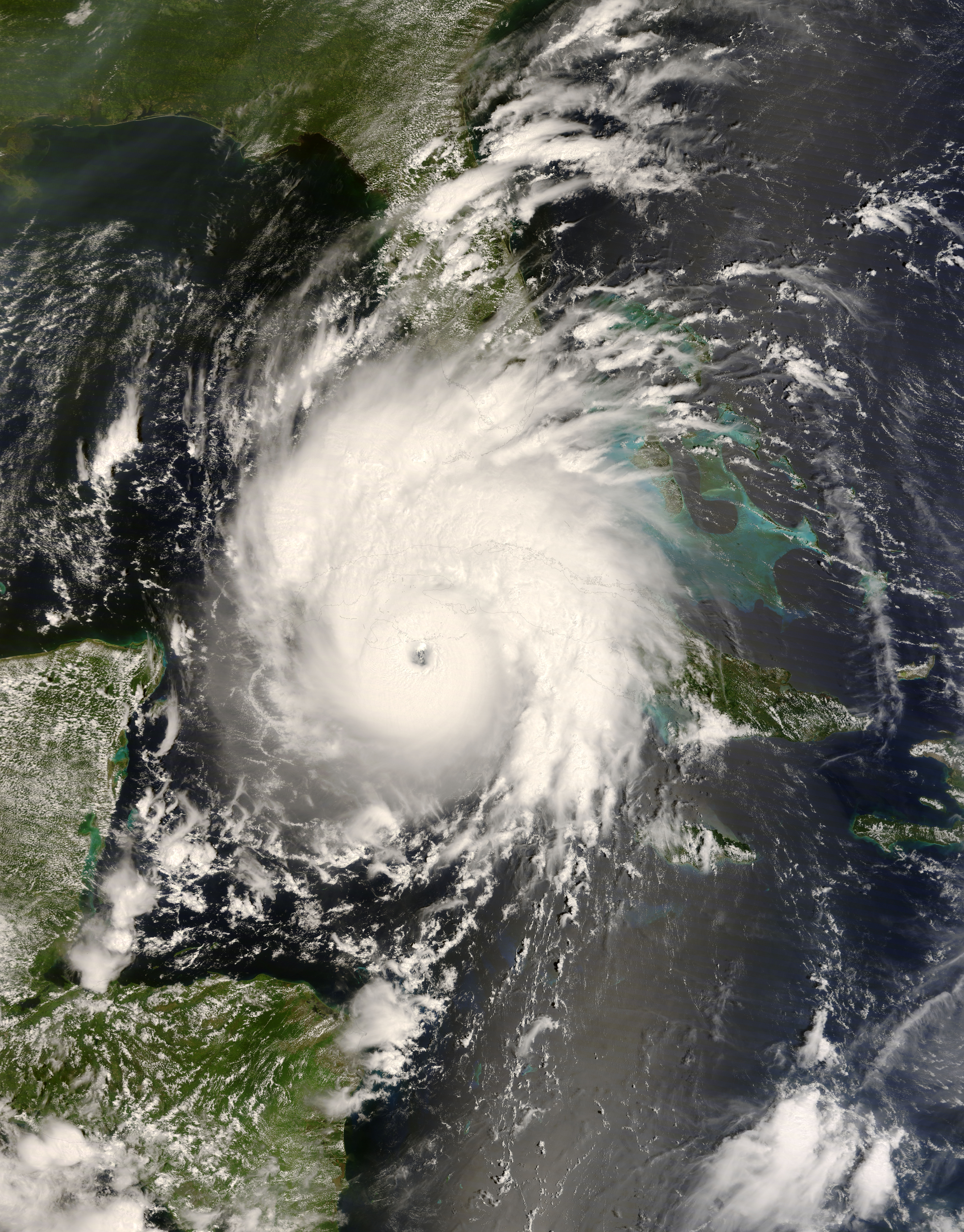
El huracán Gustav alcanza su intensidad máxima el 30 de agosto, poco antes de aterrizar en el oeste de Cuba

Durante la mañana el huracán Gustav continuó intensificándose rápidamente. La convección profunda alrededor del ojo incrementó y la presión central mínima del huracán cayó precipitadamente a 24 mbar (0,71 inHg en 24 horas. A las 10:00 UTC había alcanzado la fuerza de categoría 3 y continuaba fortaleciéndose. Otra caída de presión, de 11 mbar (0,32 inHg) en 6 horas a 954 mbar (28,2 inHg), fue rápidamente seguida por un aumento en la velocidad del viento a 233 km/h, convirtiendo al huracán Gustav en un huracán de categoría 4 cuando sólo había sido una tormenta tropical 24 horas antes. Esa tarde, mientras el huracán Gustav continuaba moviéndose hacia el noroeste de Cuba, su pared del ojo occidental pasó directamente sobre la Isla de la Juventud.
Al pasar a lo largo de la costa oriental de la Isla de la Juventud, Gustav se tambaleó ligeramente, posiblemente como resultado de un ciclo de reemplazo de la pared del ojo, y se fortaleció aún más. Aquí, incluso mientras rozaba la isla, el huracán Gustav continuó fortaleciéndose, tocando tierra brevemente con una presión central de 943 mbar (27,8 inHg) y vientos de 233 km/h. Su movimiento a largo plazo siguió dominado por una cresta de nivel medio sobre el Atlántico occidental, y esa tarde, con una presión central de 941 mbar (27,8 inHg), el huracán aterrizó en el oeste de Cuba continental cerca de Los Palacios con una intensidad ligeramente inferior a la categoría 5, llevando sus vientos de 249 km/h a tierra. A una altura de 10 metros, se registró una ráfaga de 340 km/h, que la Organización Meteorológica Mundial confirmó como la más fuerte jamás medida durante un huracán.

## Golfo de México

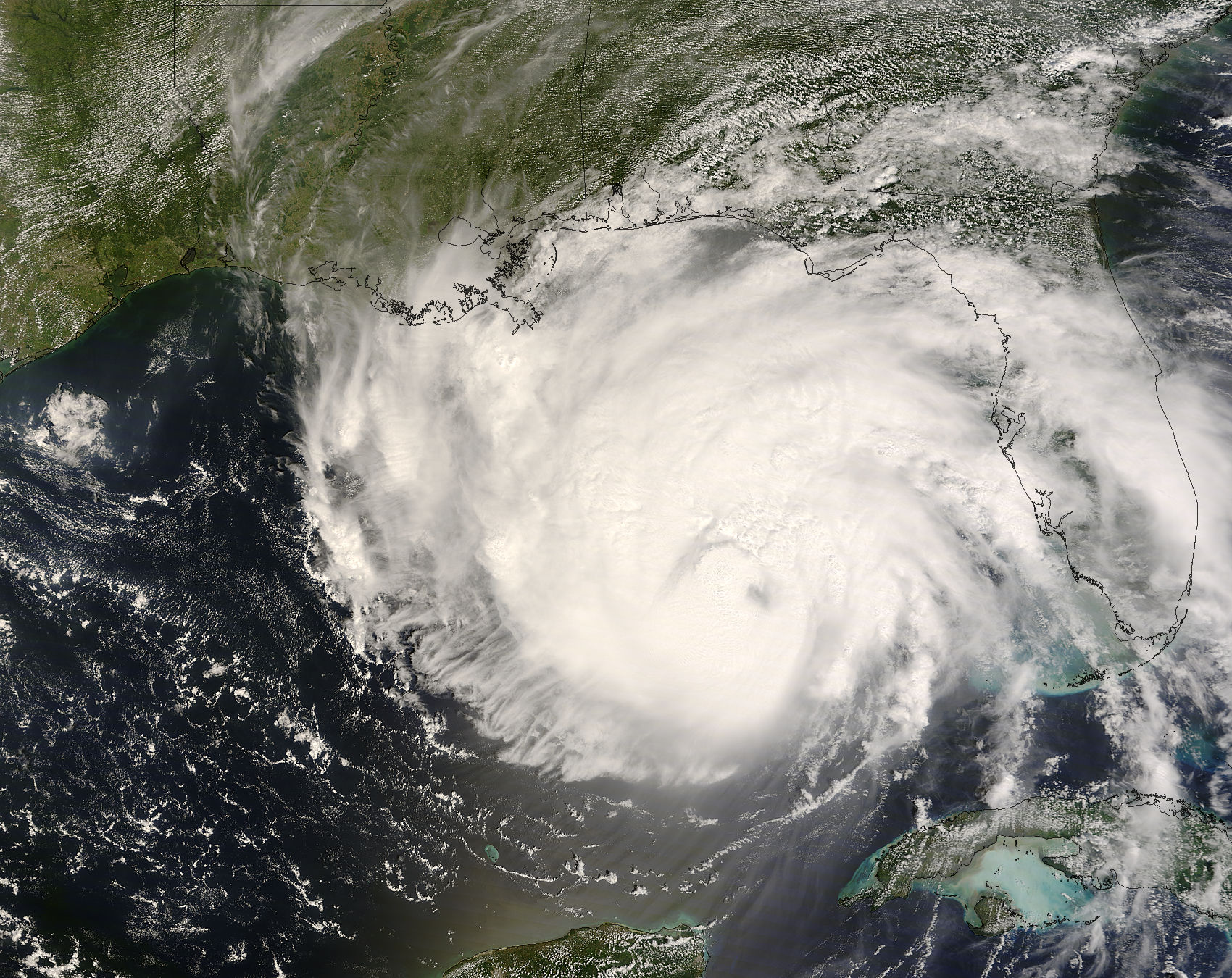
El huracán Gustav se aproxima a Luisiana el 31 de agosto, mostrando un ojo parcial y una estructura en general irregular tras cruzar Cuba

Las montañas bajas del oeste de Cuba interrumpieron la circulación de bajo nivel del huracán Gustav. Aunque cruzó la isla en sólo unas horas, la breve interacción provocó que el ojo de la tormenta se nublara parcialmente y que la velocidad de sus vientos cayera a 230 km/h al entrar en el sureste del golfo de México esa noche. Esa misma noche y durante la mañana del 31 de agosto continuó moviéndose hacia el noroeste a través del golfo, sus vientos se debilitaron a 201 km/h a medida que el daño de su interacción con Cuba continuaba causando estragos. Esa mañana, el ojo, que se estaba expandiendo a medida que la tormenta se debilitaba, se nubló por completo. Algo de aire seco de niveles medios y altos se introdujo en el ciclón y una vaguada al sur añadió una ligera cizalladura vertical, pero estas interferencias duraron poco.
Bajo la influencia continuada de la cresta sobre el Atlántico occidental y el sureste de Estados Unidos el huracán Gustav aceleró hacia el centro del golfo. Aquí la tormenta siguió la trayectoria de un torbellino cálido en la corriente en bucle, pero el alto contenido de calor oceánico no logró inducir su fortalecimiento. La convección profunda continuó siendo asimétrica y la pared del ojo se abrió hacia el sureste mientras la velocidad del viento continuaba cayendo hasta alcanzar la categoría 2. Sin embargo, para la tarde del 31 de agosto la apariencia irregular del huracán comenzó a cambiar. El ojo regresó correctamente y su presión central mínima cayó incluso cuando sus bandas exteriores llegaron a tierra en la costa norte del golfo. Su aspecto asimétrico mejoró y su radio de viento se expandió, pero para esa noche Gustav se había movido fuera del torbellino de la corriente en bucle y sobre aguas ligeramente más frías. No pudo volver a intensificarse aquí, a pesar de su imagen más imponente.
En las horas previas al amanecer del 1 de septiembre, a 270 km de la costa del golfo, el campo de vientos del huracán se expandió y los vientos con fuerza de tormenta tropical se extendieron 350 km desde su centro. La intrusión de aire seco desde el sur rompió el ojo del huracán, disolviendo completamente la pared del ojo mientras fuertes bandas de lluvia llegaban a tierra en el estado de Luisiana. A medida que el ojo se acercaba a la costa de Luisiana, la tormenta se debilitó a 169 km/h. Al aterrizar cerca de Cocodrie, Luisiana a las 14:30 UTC el ojo se reformó brevemente pero no se asoció con ningún fortalecimiento.

## Disipación

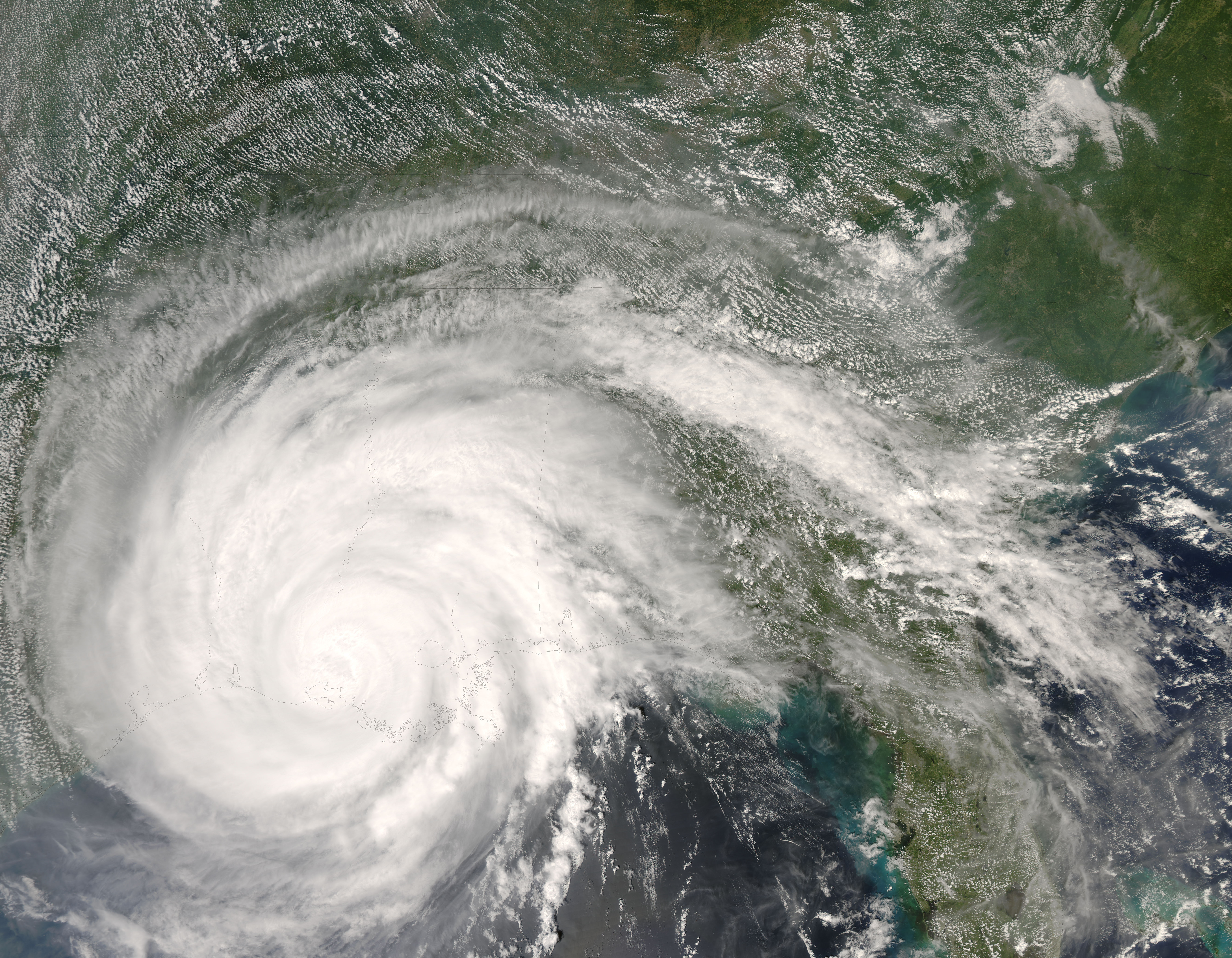
Huracán Gustav el 1 de septiembre, unas 4 horas después de su aterrizaje. El ojo ha quedado ya cubierto de nubes

Después del aterrizaje, el huracán continuó moviéndose hacia el noroeste a 24 km/h. La cresta de nivel medio sobre el sureste de Estados Unidos que había dominado la dirección de Gustav durante los últimos días se desvió hacia el norte, arrastrando al huracán con ella. Avanzando hacia el interior el huracán Gustav continuó debilitándose mientras descargaba lluvias torrenciales sobre la costa central del golfo de los Estados Unidos. El ojo que se había despejado durante la llegada a tierra se llenó esa tarde y fue reemplazado por un denso nublado central. Esa noche, 12 horas después de tocar tierra, Gustav se debilitó a tormenta tropical con vientos de 97 km/h.

Imagen de radar de los remanentes de Gustav llegando al sur de Wisconsin el 5 de septiembre

Al descender por debajo de la fuerza de tormenta tropical a la mañana siguiente, las corrientes de dirección de Gustav, anteriormente firmes, empezaron a erosionarse y su avance se ralentizó. A medida que la tormenta se deslizaba por el noroeste de Luisiana el 2 de septiembre, sus fuertes precipitaciones empezaron a acumularse en la región. Conforme la tormenta continuaba hacia el noroeste a través de la intersección de Luisiana, Texas, Oklahoma y Arkansas y se adentraba en este último estado, su movimiento de avance se ralentizó considerablemente y arrojó acumulaciones de lluvia aisladas superiores a 228,60 mm. A lo largo de la mañana del 3 de septiembre, la depresión tropical Gustav derivó brevemente hacia el norte-noreste bajo corrientes de dirección muy débiles, ] pero se estancó completamente sobre el suroeste de Arkansas esa tarde y extendió fuertes lluvias hacia la mitad del valle del río Misisipi. Por la tarde, las corrientes volvieron y Gustav aumentó su velocidad hacia el noreste a 11 km/h. Moviéndose aún más rápidamente, Gustav abandonó el valle del Misisipi y se dirigió hacia el valle del río Ohio.
A la mañana siguiente, a su paso por Misuri, el ciclón Gustav comenzó a adquirir características extratropicales al fusionarse con un límite frontal. La transición extratropical se completó en la tarde del 4 de septiembre cuando la baja remanente de Gustav se movía a 45 km/h sobre San Luis (Misuri). Aunque ya no era un sistema tropical, los remanentes de Gustav continuaron provocando viento y lluvia al norte de Estados Unidos. Esa tarde, todavía viajando hacia el noreste, los remanentes dejaron caer entre 51 y 102 mm de lluvia sobre Illinois y su baja remanente generalizada produjo rastros de lluvia que se extendieron desde Iowa hasta Indiana. Al anochecer del 4 de septiembre, los remanentes habían alcanzado el suroeste de Michigan, donde llovió hasta la mañana siguiente, con acumulaciones de hasta 130 mm. La circulación de la tormenta se mantuvo intacta a través de Wisconsin, donde dejó caer casi 25 mm de lluvia. Algunos de los remanentes más septentrionales de Gustav llegaron incluso a Minnesota, donde dejaron caer pequeñas cantidades de lluvia. El 5 de septiembre, los vestigios extratropicales de la tormenta fueron absorbidos por una baja extratropical más grande que se desplazaba por los Grandes Lagos.